# Rhinanthus melampyroides
Rhinanthus melampyroides är en snyltrotsväxtart som först beskrevs av Borbás och Árpád von Degen, och fick sitt nu gällande namn av Soó. Rhinanthus melampyroides ingår i släktet skallror, och familjen snyltrotsväxter. Inga underarter finns listade i Catalogue of Life.